# Apsilus fuscus
Apsilus fuscus es una especie de peces de la familia Lutjanidae en el orden de los Perciformes.

## Morfología
• Los machos pueden llegar alcanzar los 75 cm de longitud total.

## Alimentación
Come peces pequeños, calamares  y crustáceos.

## Hábitat
Es un pez de mar y de clima subtropical  que vive entre 15-300 m de profundidad.

## Distribución geográfica
Se encuentra desde Mauritania hasta Namibia, incluyendo Cabo Verde.

## Interés gastronómico
Su carne es de buena calidad.